# 1998-as magyar tekebajnokság
Az 1998-as magyar tekebajnokság a hatvanadik magyar bajnokság volt. A bajnokságot május 2. és 3. között rendezték meg Debrecenben, a DMTE pályáján.

## Eredmények
| Versenyszám            | Arany                                 | Arany | Ezüst                                                             | Ezüst | Bronz                                                                     | Bronz |
| ---------------------- | ------------------------------------- | ----- | ----------------------------------------------------------------- | ----- | ------------------------------------------------------------------------- | ----- |
| Férfi napi egyéni      | Klak János BKV Előre                  | 1012  | Mészáros József BKV Előre                                         | 978   | Szabó Sándor Ferencvárosi TC                                              | 957   |
| Férfi páros            | Mészáros József, Klak János BKV Előre | 1873  | Lapat Krisztián, Kecskés Miklós Kaposvári Strabag, DD Gáz SE Pécs | 1852  | Fehér László, Karsai László Szegedi TEDeáky Attila, Pete László BKV Előre | 1846  |
| Férfi összetett egyéni | Klak János BKV Előre                  | 1960  | Mészáros József BKV Előre                                         | 1903  | Szabó Sándor Ferencvárosi TC                                              | 1896  |
| Női napi egyéni        | Török Marianna Szegedi ESK            | 482   | Herczegné Vajda Gabriella Köfém SC                                | 456   | Kovácsné Grampsch Ágota Ferencvárosi TC                                   | 449   |
| Női páros              | Tóth Mária, Berki Marianna Ózdi VTK   | 909   | Török Marianna, Bozó Melinda Szegedi ESK                          | 908   | Völcsey Istvánné, Horváth Valéria Csornai SE, Kaposvári Építők            | 904   |
| Női összetett egyéni   | Török Marianna Szegedi ESK            | 933   | Herczegné Vajda Gabriella Köfém SC                                | 909   | Kovácsné Grampsch Ágota Ferencvárosi TC                                   | 904   |